# Jan Stölben
Jan Stölben (* 15. Juni 2001) ist ein deutscher Skilangläufer.

## Werdegang
Stölben, der für den SLV Ernstberg startet, begann im Alter von 12 Jahren mit dem Skilanglauf nahm von 2017 bis 2021 an U18 und U20-Rennen im Alpencup teil. Bei den Junioren-Skiweltmeisterschaften 2021 in Vuokatti belegte er den 29. Platz über 10 km Freistil, den zehnten Rang im Sprint und den fünften Platz mit der Staffel. In der Saison 2021/22 nahm er in Dresden erstmals am Skilanglauf-Weltcup teil, wobei er den 60. Platz im Sprint errang und erstmals in Ulrichen am Alpencup teil, wobei sie den 49. Platz im Sprint errang. Bei den U23-Weltmeisterschaften 2022 in Lygna lief er auf den 24. Platz im Sprint. Nachdem er zu Beginn der Saison 2022/23 deutscher Meister im Sprint wurde, holte er im Januar 2023 im Sprint in Livigno mit dem 18. Platz im Sprint seine ersten Weltcuppunkte und belegte bei den U23-Weltmeisterschaften 2023 in Whistler den 22. Platz über 10 km Freistil, den 19. Rang im 20-km-Massenstartrennen und den 18. Platz im Sprint. Im September 2023 siegte er bei den deutschen Meisterschaften erneut im Sprint.

## Teilnahmen an Weltmeisterschaften

### Nordische Skiweltmeisterschaften
- 2025 Trondheim: 10. Platz Teamsprint klassisch, 21. Platz Sprint Freistil, 57. Platz 50 km Freistil Massenstart

## Platzierungen im Weltcup

### Weltcup-Statistik
Die Tabelle zeigt die erreichten Platzierungen im Einzelnen.
- 1.–3. Platz: Anzahl der Podiumsplatzierungen
- Top 10: Anzahl der Platzierungen unter den ersten zehn
- Punkteränge: Anzahl der Platzierungen innerhalb der Punkteränge
- Starts: Anzahl gelaufener Rennen in der jeweiligen Disziplin
- Hinweis: Bei den Distanzrennen erfolgt die Einordnung gemäß FIS.

| Platzierung               | Distanzrennen a | Distanzrennen a | Distanzrennen a | Distanzrennen a | Distanzrennen a | Skiathlon Verfolgung | Sprint | Etappen- rennen b | Gesamt | Team   | Team    |
| Platzierung               | ≤ 5 km          | ≤ 10 km         | ≤ 15 km         | ≤ 30 km         | > 30 km         | Skiathlon Verfolgung | Sprint | Etappen- rennen b | Gesamt | Sprint | Staffel |
| ------------------------- | --------------- | --------------- | --------------- | --------------- | --------------- | -------------------- | ------ | ----------------- | ------ | ------ | ------- |
| 1. Platz                  |                 |                 |                 |                 |                 |                      |        |                   |        |        |         |
| 2. Platz                  |                 |                 |                 |                 |                 |                      |        |                   |        |        |         |
| 3. Platz                  |                 |                 |                 |                 |                 |                      |        |                   |        |        |         |
| Top 10                    |                 |                 |                 |                 |                 |                      |        |                   |        | 3      | 3       |
| Punkteränge               |                 | 3               |                 |                 |                 |                      | 25     | 2                 | 30     | 6      | 4       |
| Starts                    |                 | 7               | 1               | 4               | 1               | 3                    | 27     | 2                 | 45     | 6      | 4       |
| Stand: Saisonende 2024/25 |                 |                 |                 |                 |                 |                      |        |                   |        |        |         |

### Weltcup-Gesamtplatzierungen
| Saison  | Gesamt | Gesamt | Distanz | Distanz | Sprint | Sprint |
| Saison  | Punkte | Platz  | Punkte  | Platz   | Punkte | Platz  |
| ------- | ------ | ------ | ------- | ------- | ------ | ------ |
| 2022/23 | 96     | 116.   | -       | -       | 96     | 60.    |
| 2023/24 | 225    | 71.    | 5       | 129.    | 220    | 33.    |
| 2024/25 | 407    | 40.    | 80      | 78.     | 327    | 20.    |